# Zoób Kati

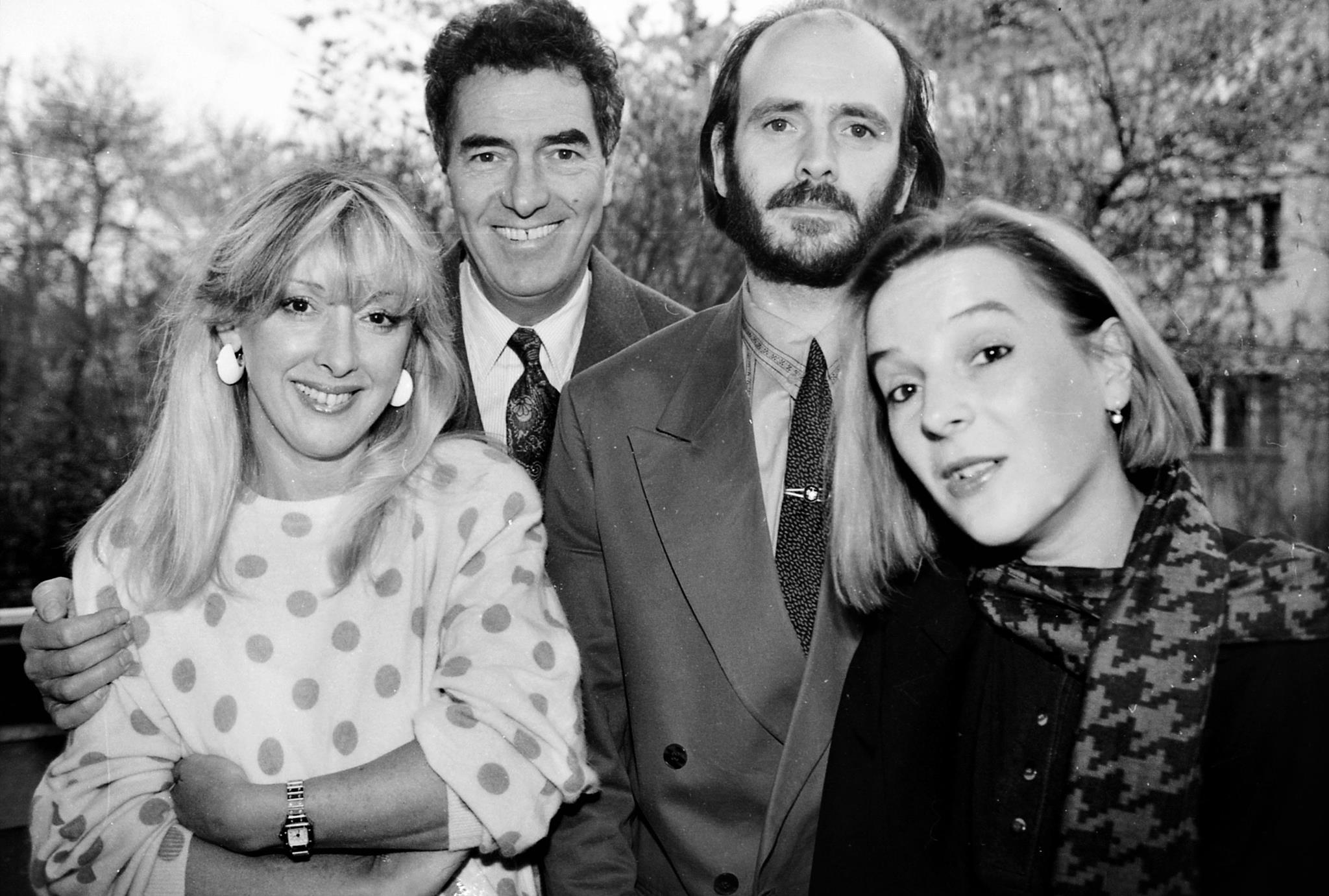
Vidák Györgyi, Szilágyi János, Szemes György és Zoób Kati

Zoób Kati (Sümeg, 1957. szeptember 10. –), születési neve: Zób Katalin, divattervező, a Katti Zoób divatmárka létrehozója. Kollekcióit bemutatta Párizsban, Londonban, Frankfurtban, Dubaiban és Sanghajban. Munkásságát számos díjjal ismerték el.

## Életpályája
A sümegi Kisfaludy Sándor Gimnáziumban érettségizett 1975-ben.
Ezután textiljáték-tervezőnek tanult a sümegi Foltex Háziipari Szövetkezetben. 1979-től a Magyar Televíziónál bábkészítőként helyezkedett el. 1988-ban Taverna Vendéglátó Vállalat jelmeztervezője lett. 1990-ben szabadfoglalkozású iparművészként dolgozott, majd 1998-ban megalapította a Katti Zoób Divatház Rt.-t, melynek a művészeti vezetője lett.

## Családja
Édesapja Zób Mihály vasbetonszerelő, édesanyja Bella Mária adminisztrátor.
Első férje Szemes György tanár volt, tőle egy lánya született, Szemes Fruzsina Flóra (1985– ), aki a magyar-angol két tanítási nyelvű Kürt Alapítványi Gimnáziumban érettségizett 2004-ben, majd angol szakot végzett. 
Második házasságát Valker Viktor ingatlanbefektetővel kötötte.

## Jelmeztervek
- 2006. Norman Allen: Nizsinszkij utolsó tánca. Spinoza Ház, rendező: Radó Gyula. Archiválva 2016. március 2-i dátummal a Wayback Machine-ben
- Mátyás, a sosem volt királyfi, tv-film.
- Harold Pinter – Di Travis: Marcel Proust, Az eltűnt idő nyomában. Szigligeti Színház, rendező: Szikora János.
- 2008. Esterházy Péter: Rubens és a nemeuklideszi asszonyok. Szegedi Nemzeti Színház, rendező: Szikora János.[5]
- 2015. Richard Strauss: Az árnyék nélküli asszony. Magyar Állami Operaház, rendező: Szikora János.[6]

## Díjak
- 2005: Magyar Termék Nagydíj
- 2007: A Magyar Köztársasági Érdemrend lovagkeresztje
- 2009: Magyar Kultúra Követe[7]
- 2009: Best Natural Fashion Awards, Shanghai[8]
- 2010: The Most Modern and Creative Awards, Shanghai
- 2018ː Budapestért díj[9]
- 2021: A Magyar Érdemrend tisztikeresztje